# 丸茂邦則
丸茂 邦則（まるも くになり/くにのり、1891年〈明治24年〉10月2日 - 1985年〈昭和60年〉6月24日）は、日本の海軍軍人。最終階級は海軍中将。

## 経歴
長野県出身。1912年（明治45年）7月、海軍兵学校（40期）を卒業。翌年12月、海軍少尉任官し「三笠」乗組となる。その後、海軍砲術学校普通科、海軍水雷学校普通科で学んだ。第一次世界大戦では第二特務艦隊に属し、地中海で連合国艦船の護衛任務に従事している。
1918年（大正7年）12月、「利根」分隊長となり、翌年12月から一年間、砲術学校高等科で学んだ。1920年（大正9年）12月、「比叡」分隊長に就任し、「沖風」「太刀風」の各砲術長兼分隊長、「日進」「伊勢」「日向」の各副砲長兼分隊長を歴任。1924年（大正13年）12月、海軍少佐に昇進し海兵教官兼監事に就任。
1927年（昭和2年）2月、「八雲」副砲長となり、横須賀鎮守府付、「山城」副砲長、「加古」砲術長兼分隊長、第2艦隊参謀、軍令部出仕兼海軍省出仕を経て、1929年（昭和4年）11月、海軍中佐に進級。1930年（昭和5年）12月、教育局員に就任し、1933年（昭和8年）11月、海軍大佐に昇進した。1933年（昭和8年）12月より欧米各国に出張し、1934年（昭和9年）8月、横須賀海軍航空隊教官に就任。教育局第2課長、「足柄」艦長、呉人事部長兼呉鎮守府人事長、兼名古屋地方人事長などを経て、1939年（昭和14年）11月、海軍少将に進級。
軍令部出仕、第4艦隊司令部付を経て、1941年（昭和16年）12月、第18戦隊司令官に発令され太平洋戦争を迎えた。ウェーク島の戦い、珊瑚海海戦に参戦し奮闘した。
1942年（昭和17年）6月、舞鶴鎮守府付となり、同年9月、横須賀警備隊司令官兼横須賀第1海兵団長に就任。同年12月、在満州国大使館附武官兼艦政本部造船造兵監督官となり満州に赴任。1943年（昭和18年）11月、海軍中将に進み、1945年（昭和20年）7月、在満州国大使館附武官兼艦本造船造兵監督長に就任し終戦を迎えた。1947年（昭和22年）7月に復員した。
1948年（昭和23年）3月、公職追放の仮指定を受けた。

## 栄典
- 1914年（大正3年）1月30日 - 正八位[3]
- 1916年（大正5年）1月21日 - 従七位[4]
- 1919年（大正8年）1月10日 - 正七位[5]
- 1929年（昭和4年）6月1日 - 正六位[6]